# Kukava
Kukava – wieś w Słowenii, w gminie Juršinci. W 2018 roku liczyła 206 mieszkańców.